# حادثه کی‌آن
حادثه کی‌آن (به فارسی: 慶安事件, Keian Jiken)، یک کودتای نافرجام بود که علیه شوگون‌سالاری توکوگاوا ژاپن در سال ۱۶۵۱ توسط تعدادی از رونین‌ها انجام شد. اگرچه شکست خورد، اما این رویداد از نظر تاریخی به عنوان نشانه ای از مشکل گسترده‌تر رونین‌های ناراضی در سراسر کشور در آن زمان مهم است. این قیام که توسط یوئی شوسه‌تسو و ماروباشی چویا طراحی شده بود، به نام کی‌آن نام عصر ژاپنی که در آن رخ داد نامگذاری شده است.